# Сан-Хосе (галеон)
«Сан-Хосе» (исп. San José, «Святой Иосиф») — 60-пушечный галеон испанского флота. Спущен на воду в 1696 году и потоплен в бою у берегов Картахены (Новая Гранада) в 1708 году с грузом золота и серебра на борту.

## История
Во время войны за испанское наследство «Сан-Хосе» под командованием генерала Хосе Фернандеса Сантиллиана входил в состав Золотой флотилии. 8 июня 1708 года флотилия столкнулась с английской эскадрой возле острова Бару. В течение полутора часов между кораблями шёл бой на расстоянии 60 метров, по истечении которого на «Сан-Хосе» произошёл взрыв хранившегося в трюмах пороха. Из 600 членов экипажа и пассажиров спаслось только 11 человек. Весь груз галеона — золотые и серебряные монеты и изумруды — ушёл на дно.

## Поиск и обнаружение обломков
Стоимость сокровищ на борту «Сан-Хосе», который все ещё покоится на дне океана, по словам президента Колумбии Хуана Мануэля Сантоса, оценивается в сумму около 1 млрд долларов США. Это основано на предположении, что на момент крушения галеон, скорее всего, вёз до 11 миллионов испанских золотых дублонов, как и успешно вышедшее из боя такое же судно «Сан-Хоакин». «Сан-Хосе» называют «Святым Граалем затонувших кораблей», это самая желанная цель для кладоискателей всего мира.
Группа инвесторов Sea Search Armada объявила, что нашла судно у берегов Колумбии, но колумбийское правительство не в состоянии проверить его нахождение в указанных координатах. Спор о правах на клад был решен в июле 2007 года, когда Верховный Суд Колумбии заключил, что любой клад, найденный на территории Колумбии, должен быть разделён между кладоискателем и правительством страны. Другие исследователи утверждали, что нашли корабль в других местах. В 2011 году американский суд признал галеон собственностью Колумбийского государства.
4 декабря 2015 года президент Колумбии Хуан Мануэль Сантос заявил, что «Сан-Хосе» был найден Национальными военно-морскими силами Колумбии.
Представители Испании считают, что сокровища корабля принадлежит Испании, так как находятся на борту испанского корабля. Народность кхара-кара из Боливии заявляет о своих правах на груз в качестве компенсации за действия испанцев.
8 июня 2022 года президент Колумбии Иван Дуке Маркес опубликовал кадры с затонувшего корабля, на которых можно видеть золотые слитки, посуду и уцелевшее корабельное оружие. Неподалеку от «Сан-Хосе» были обнаружены ещё два затонувших корабля – галеон колониальной эпохи и шхуна постколониального периода.
В мае 2024 года власти Колумбии сообщили о начале подготовки к подводной экспедиции, в ходе которой планируется поднять сокровища галеона со дна моря.